# Koroncó
Koroncó é um município da Hungria, situado no condado de Győr-Moson-Sopron. Tem 26,9 km² de área e sua população em 2015 foi estimada em 2.074 habitantes.